# Cheongju
Cheongju is een stad met ca. 637.646 inwoners (dd. 2005) in Zuid-Korea. Het is de hoofdstad van de centraal gelegen provincie Chungcheongbuk-do. De stad is opgedeeld in vier districten (Gu geheten) : Heungdeok-gu, Sangdang-gu, Cheongwon-gu en Seowon-gu.

## Geschiedenis
Cheongju was een zeer belangrijke provinciale stad sinds vroegere tijden.
Tijdens de Japanse invasies van Korea in de 16de eeuw was Cheongju de plaats waar de Slag bij Chongju werd gestreden. De Koreanen namen toen de stad weer in, die door de Japanners bezet was.

## Geografie
De rivier Geum vloeit door het centrum van de stad. Ten westen van de stad liggen 2 bergen: Wuam en Bumo.

## Geboren
- Jeon Ki-Young (1973), judoka

## Partnersteden
- Kōfu (Japan)
- Tottori (Japan)
- Wuhan (China)
- Changzhou (China)
- Pittsfield (Verenigde Staten)
- Bellingham (Verenigde Staten)
- Rostov aan de Don (Rusland)